# Илия Загоров
Илия Загоров, известен също и като Фильо, е български попфолк композитор и певец.

## Биография и творчество
Илия Загоров е роден на 5 ноември 1968 г. в град Кърджали. През 1994 г. се запознава с известната попфолк певица Глория. Стават семейство и им се ражда дъщеря – Симона Загорова, родена на 30 септември 1996 г. Той прави голяма част от песните на Глория през първите 10 години от кариерата ѝ. Двамата се разделят през 2005 г. Илия Загоров има сестра – Мария Загорова (също бивша певица и настояща учителка по музика), която записва песни в компилациите „Попфолк фиеста“. Илия има издаден само един самостоятелен албум – „Кръчмарю, дай“ през 2001 г. Загоров живее в Стокхолм, Швеция.

## Дискография

### Самостоятелни албуми
- Кръчмарю, дай (2001)

### Сборни албуми
- Попфолк фиеста 1 (1997)
- Попфолк фиеста 2 (1998)
- Попфолк фиеста 3 (1999)
- Попфолк фиеста 4 (2000)